# Crucify
Crucify est une chanson de l'auteur-compositrice et musicienne américaine Tori Amos. C'est le cinquième single issu de son premier album Little Earthquakes. Le morceau sort le 12 mai 1992 en Amérique du Nord sous le label Atlantic Records et le 8 juin au Royaume-Uni chez EastWest Records (en).

## Présentation
Aux États-Unis, Crucify est réalisé sous forme d'EP incluant un
remix du titre, des reprises et le single Winter.
En Europe ainsi qu’en Australie, la chanson est éditée en tant que cd single.
Sharon den Adel, chanteuse du groupe Within Temptation et Nolwenn Leroy ont chacune interprété une reprise de la chanson de Tori Amos.

## Pistes

### EP - États-Unis
1. "Crucify" (Remix) – 4:18
2. "Winter" – 5:41
3. "Angie" (Mick Jagger, Keith Richards) – 4:25
4. "Smells Like Teen Spirit" (Kurt Cobain, Krist Novoselic, Dave Grohl) – 3:17
5. "Thank You" (Robert Plant, Jimmy Page) – 3:49

### Cd single - Royaume-Uni
1. "Crucify" (version originale) – 4:18
2. "Here. In My Head" – 3:53
3. "Mary" – 4:27
4. "Crucify" (Alternate Mix) – 4:58